# Frans Van Looy
François "Frank" Van Looy (Merksem, 26 de agosto de 1950 – 20 de setembro de 2019) foi um ciclista belga.
Competiu na prova de estrada individual nos Jogos Olímpicos de Verão de 1972 mas não conseguiu termina-la. Após a carreira de ciclista, foi diretor da equipe Team Telekom.
Cometeu suicídio em 20 de setembro de 2019 aos 69 anos de idade.